# Tarponachtigen
De Tarponachtigen (Elopiformes) vormen een orde binnen de straalvinnige vissen die verwant is met de Palingachtigen (Anguilliformes).

## Families
- Elopidae (Tienponders)
- Megalopidae (Tarpons)